# Nationaal Songfestival 1958
Het Nationaal Songfestival 1958 was de Nederlandse voorronde voor het Eurovisiesongfestival van dat jaar. Het werd gehouden op 11 februari in de AVRO-studio in Hilversum en werd gepresenteerd door Tanja Koen.

## Uitslag
| Plaats | Titel                                       | Punten   |
| ------ | ------------------------------------------- | -------- |
| 1      | Corry Brokken - Heel de Wereld              | 8148     |
| 2      | Corry Brokken - Weet je                     | 4036     |
| 3      | Greetje Kauffeld - Stewardess               | 3733     |
| 4      | Bruce Low - Wiegelied voor Marjolein        | 2350     |
| 5      | Greetje Kauffeld - Een afscheid zonder meer | 1049     |
| 6      | Rita Reys - De warmte van je hart           | onbekend |
| 7      | Willy Alberti - Marjan                      | onbekend |
| 8      | Anneke van der Graaf - Lentedag             | onbekend |
| 9      | Willy Alberti - Met elke lach van jou       | onbekend |
| 10     | Bruce Low - Neem dat maar aan van mij       | onbekend |
| 11     | Rita Reys - Een verlicht raam               | onbekend |

1956 · 1957 · 1958 · 1959 · 1960 · 1961 · 1962 · 1963 · 1964 · 1965 · 1966 · 1967 · 1968 · 1969 · 1970 · 1971 · 1972 · 1973 · 1974 · 1975 · 1976 · 1977 · 1978 · 1979 · 1980 · 1981 · 1982 · 1983 · 1984 · 1986 · 1987 · 1988 · 1989 · 1990 · 1992 · 1993 · 1994 · 1996 · 1997 · 1998 · 1999 · 2000 · 2001 · 2003 · 2004 · 2005 · 2006 · 2007 · 2008 · 2009 · 2010 · 2011 · 2012